# Першокостянтинівська сільська рада
Першокостянти́нівська сільська́ ра́да — адміністративно-територіальна одиниця та орган місцевого самоврядування в Чаплинському районі Херсонської області. Адміністративний центр — село Першокостянтинівка.

## Загальні відомості
- Територія ради: 80 км²
- Населення ради: 1 424 особи (станом на 2001 рік)

## Населені пункти
Сільській раді підпорядковані населені пункти:
- с. Першокостянтинівка

## Склад ради
Рада складається з 18 депутатів та голови.
- Голова ради: Михайловська Тетяна Володимирівна
- Секретар ради: Ковтун Ніна Йосипівна

### Керівний склад попередніх скликань
| Прізвище, ім'я, по батькові       | Основні відомості                                                                                    | Дата обрання | Дата звільнення |
| --------------------------------- | --- | ------------ | --------------- |
| Далібожко Олександр Сергійович    | Сільський голова, 1964 року народження, член Партії Зелених України                                  | 26.03.2006   | 31.10.2010      |
| Михайловська Тетяна Володимирівна | Сільський голова, 1975 року народження, освіта середня спеціальна, член Комуністичної партії України | 31.10.2010   |                 |

Примітка: таблиця складена за даними сайту Верховної Ради України

### Депутати
За результатами місцевих виборів 2010 року депутатами ради стали:

#### За суб'єктами висування
| Суб'єкт висування           | Кількість обраних депутатів | %    |
| --------------------------- | --------------------------- | ---- |
| Партія регіонів             | 13                          | 72,2 |
| Комуністична партія України | 5                           | 27,8 |

#### За округами
| № округу                    | Прізвище, ім'я, по батькові      | Дата визнання обраним | Освіта             | Партійна приналежність            | Відомості про обраного депутата                                          |
| --------------------------- | -------------------------------- | --------------------- | ------------------ | --------------------------------- | ------------------------------------------------------------------------ |
| Комуністична партія України |                                  |                       |                    |                                   |                                                                          |
| 3                           | Шпакович Тамара Сергіївна        | 03.11.2010            | вища               | позапартійна                      | Першокостянтинівська загальноосвітня школа, вчитель                      |
| 4                           | Жатков Віктор Миколайович        | 03.11.2010            | вища               | позапартійний                     | тимчасово не працює                                                      |
| 6                           | Гуляк Андрій Кузьмич             | 03.11.2010            | вища               | член Комуністичної партії України | пенсіонер                                                                |
| 12                          | Куніцина Валентина Миколаївна    | 03.11.2010            | вища               | позапартійна                      | ЗАТ «Фрідом Фарм», технік-обліковець                                     |
| 14                          | Григорик Іван Михайлович         | 03.11.2010            | середня            | позапартійний                     | тимчасово не працює                                                      |
| Партія регіонів             |                                  |                       |                    |                                   |                                                                          |
| 1                           | Брода Олена Пилипівна            | 03.11.2010            | вища               | член Партії регіонів              | тимчасово не працює                                                      |
| 2                           | Коток Людмила Павлівна           | 15.11.2010            | середня спеціальна | позапартійна                      | Фермерське господарство «Людмила», засновник                             |
| 5                           | Ковтун Ніна Йосипівна            | 03.11.2010            | вища               | член Партії регіонів              | Українське державне підприємство поштового зв'язку «Укрпошта», листоноша |
| 7                           | Гайвась Олександра Олександрівна | 03.11.2010            | вища               | член Партії регіонів              | приватний підприємець                                                    |
| 8                           | Воловець Людмила Вікторівна      | 03.11.2010            | вища               | член Партії регіонів              | Першокостянтинівська сільська бібліотека, бібліотекар                    |
| 9                           | Воловець Валерій Романович       | 03.11.2010            | вища               | член Партії регіонів              | тимчасово не працює                                                      |
| 10                          | Кос Валентина Сергіївна          | 03.11.2010            | вища               | член Партії регіонів              | Чаплинський масло-сир завод, приймальник молока                          |
| 11                          | Іванова Ольга Вікторівна         | 15.11.2010            | вища               | позапартійна                      | Першокостянтинівський дитячий садок, завідувачка                         |
| 13                          | Мазуренко Наталя Павлівна        | 03.11.2010            | вища               | член Партії регіонів              | КП «Струмок», головний бухгалтер                                         |
| 15                          | Царук Ірина Іванівна             | 15.11.2010            | вища               | позапартійна                      | Першокостянтинівська сільська рада, спеціаліст із земельних питань       |
| 16                          | Гелиш Микола Михайлович          | 03.11.2010            | вища               | член Партії регіонів              | пенсіонер                                                                |
| 17                          | Затуливітер Тетяна Іванівна      | 03.11.2010            | вища               | член Партії регіонів              | Постянтинівська сільська рада, секретар виконкому                        |
| 18                          | Дубова Катерина Миколаївна       | 03.11.2010            | середня            | член Партії регіонів              | тимчасово не працює                                                      |

## Населення
Згідно з переписом УРСР 1989 року чисельність наявного населення сільської ради становила 1526 осіб, з яких 737 чоловіків та 789 жінок.
За переписом населення України 2001 року в сільській раді мешкало 1420 осіб.

### Мова
Розподіл населення за рідною мовою за даними перепису 2001 року:
| Мова       | Відсоток |
| ---------- | -------- |
| українська | 93,75 %  |
| російська  | 6,11 %   |
| молдовська | 0,07 %   |